# Franciszek Kowzan
Franciszek Kowzan (ur. 1843 w Białomszy – zm. 1922) – poeta i powstaniec styczniowy.
Pochodził z rodziny szlacheckiej herbu Trąby. Urodzony w zaścianku Białomsza w powiecie oszmiańskim na Wileńszczyźnie. Jego ojcem był Tadeusz Szymon Kowzan – organizator zaopatrzenia oddziałów powstańczych, poległy w bitwie pod Dubiczami walcząc w oddziale Ludwika Narbutta.
Biorąc udział w powstaniu styczniowym, Franciszek tak jego ojciec walczył w oddziale Narbutta. Za udział w powstaniu został zesłany pod koniec 1863 roku w głąb Rosji do karnych kompanii, skąd dopiero po wojnie rosyjsko-tureckiej (1877–1878), powrócił w rodzinne strony.
W jego dorobku pisarskim, największym dziełem były "Ballady kresowe z lat 1879-1904", wydane z rękopisu dopiero w 1993 w Białymstoku przez jego wnuka Artura Juliana Kowzana – historyka. Oprócz tego pisywał wiersze, które były publikowane w ówczesnej prasie, np. w "Tylko Polska".